# Agelasta mindanaonis
Agelasta mindanaonis es una especie de escarabajo longicornio de la subfamilia Lamiinae. Fue descrita científicamente por Breuning en 1936.
Se distribuye por Filipinas. Posee una longitud corporal de 18-20 milímetros.